# Ernest Karlowitsch Dresen

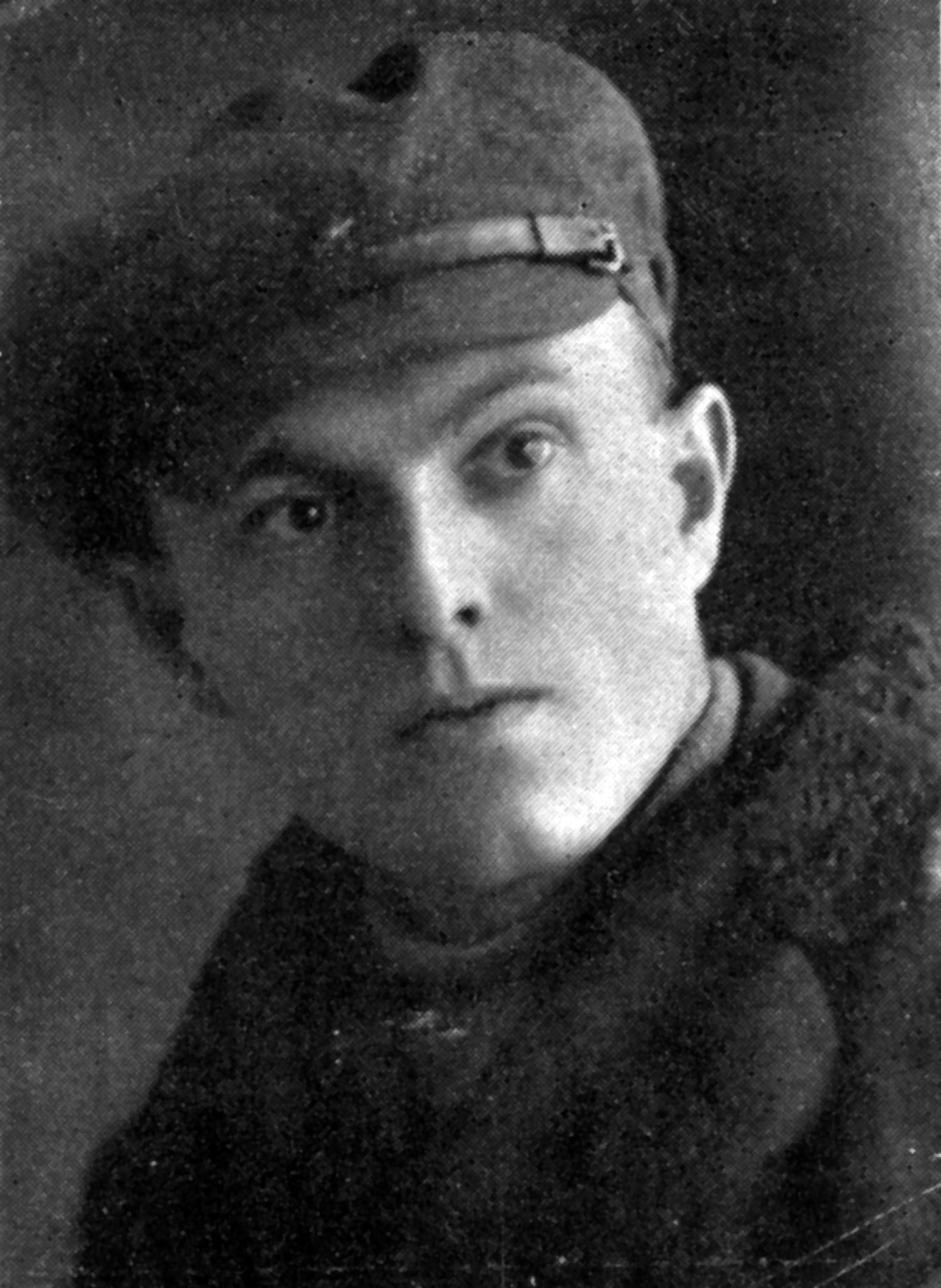
Ernest Drezen (1928)

Ernest Karlowitsch Dresen; russisch: Эрнест Карлович Дрезен, lettisch: Ernests Drezens, Esperanto: Ernest Karloviĉ Drezen; (* 14. November 1892 in Libau, Russisches Kaiserreich; † 27. Oktober 1937 in der Sowjetunion) war ein lettisch/russisch-sowjetischer Interlinguist und Esperantist, ein herausragender Fachmann für wissenschaftlich-technische Terminologie, Generalsekretär des Sovetlanda Esperantista Unuiĝo (SEU, Sowjetische Esperantovereinigung), eine wichtige Person der sowjetischen Esperantobewegung der Vorkriegszeit und ein Opfer des Stalinismus.

## Leben
Ernest Dresen besuchte die Realschule in Kronstadt und das Polytechnische Institut Sankt Petersburg, wo er sich aktiv in einer Esperanto-Studentengruppe engagierte. Von 1915 bis 1917 diente er als Fähnrich in der russischen Armee. Von 1918 bis 1921 bekleidete er verschiedene Posten in der Roten Armee. 1918 trat er der Kommunistischen Partei Russlands bei. 1921 bis 1924 arbeitete er im Allrussischen Zentralen Exekutivkomitee. Von 1926 bis 1930 war er Leiter des Institutes für Kommunikation (Post, Telegrafie, Telefon, Radio), später stellvertretender Leiter des Konzernes Orgenergo, Sonderredakteur des Verlages für Verwaltungstechnik, Professor an der Moskauer Universität und verschiedener technischer Hochschulen, Vorstandsmitglied der Sowjetischen Gesellschaft für kulturelle Beziehungen mit dem Ausland (WOKS, Всесоюзное общество культурной связи с заграницей) etc.
Dresen wurde 1910 Esperantist. Von 1917 bis 1919 war er Vorsitzender der Petersburger Gesellschaft Espero („Hoffnung“) und 1919 einer der Mitbegründer der ESKI (Esperanta Sekcio de la Tria Komunista Internacio, Esperantosektion der Kommunistischen Internationale).
Auf dem Dritten Allrussischen Esperantistenkongress in Petrograd 1921 wurde er zum Generalsekretär des eben gegründeten Sovetlanda Esperantista Unuiĝo (SEU). Sergei Kusnezow schreibt in seinem Vorwort zu Historio de la mondolingvo, dass Dresen den SEU als zentralistische Organisation mit strenger Disziplin und kämpferischer Ideologie aufbaute, einer kommunistischen Partei ähnlicher als einer Sprach- oder Kulturvereinigung. Anfangs war der SEU Teil des Sennacieca Asocio Tutmonda, schied jedoch 1932 nach einem Konflikt mit Eugène Lanti aus diesem aus und gründete die Internacio de Proleta Esperantistaro (IPE, Internationale der Proletarischen Esperantovereinigungen).
Am 17. April 1937 wurde Dresen verhaftet, aufgrund der falschen Anklage, eine antisowjetische Terrororganisation aus Esperantisten gegründet und angeleitet zu haben, um terroristische Sabotageakte und Spionage für Deutschland zu betreiben, zum Tode verurteilt und am 27. Oktober 1937 erschossen. Am 11. Mai 1957 wurde er rehabilitiert.

## Terminologie
Dresen genehmigte 1936 die Gründung einer internationalen Expertengruppe für Terminologie (das heutige ISO/TC 37) im Rahmen einer internationalen Normungsorganisation (der heutigen Internationalen Organisation für Normung, ISO). Er leitete die Übersetzung der deutschsprachigen Dissertation von Eugen Wüster von 1931, ins Russische, die 1934 erschien, die wissenschaftliche Terminologielehre begründete und auf sowjetischen Vorschlag die Gründung der ISO zur Folge hatte.

## Schriften
- Historio de la mondolingvo 1931.
- Analiza Historio de la Esperanto-Movado 1931.
- Skizoj pri teorio de Esperanto 1931.
- Zamenhof – bioideologia studo, SAT 1929.
- La Vojo de formiĝo kaj disvastiĝo de la lingvo internacia, SAT 1929.
- Pri problemo de internaciigo de science-teknika terminaro. Historio, nuna stato kaj perspektivoj, Saarbrücken 1983.